# Ruimteveer

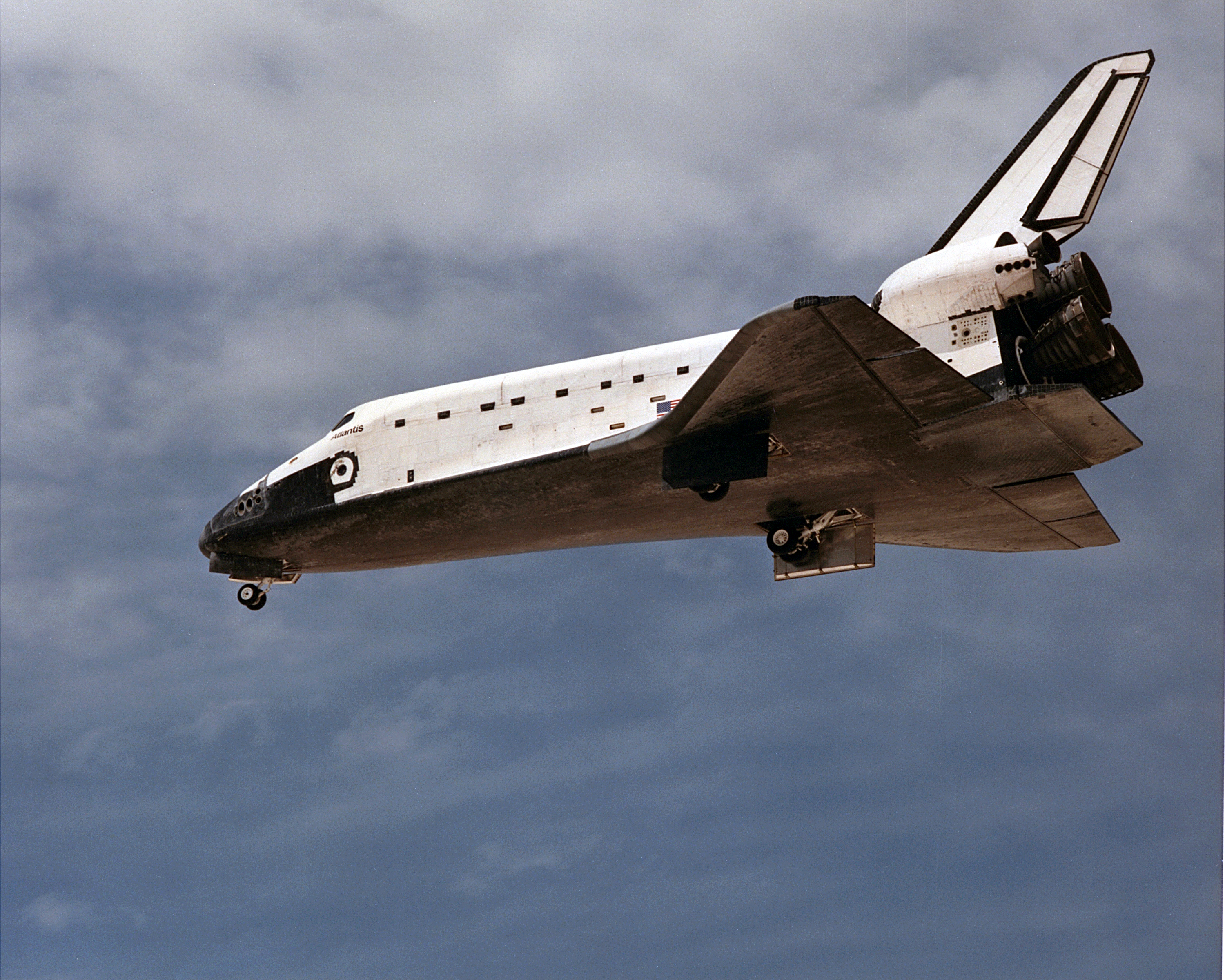
Het Amerikaanse ruimteveer Atlantis tijdens een landing

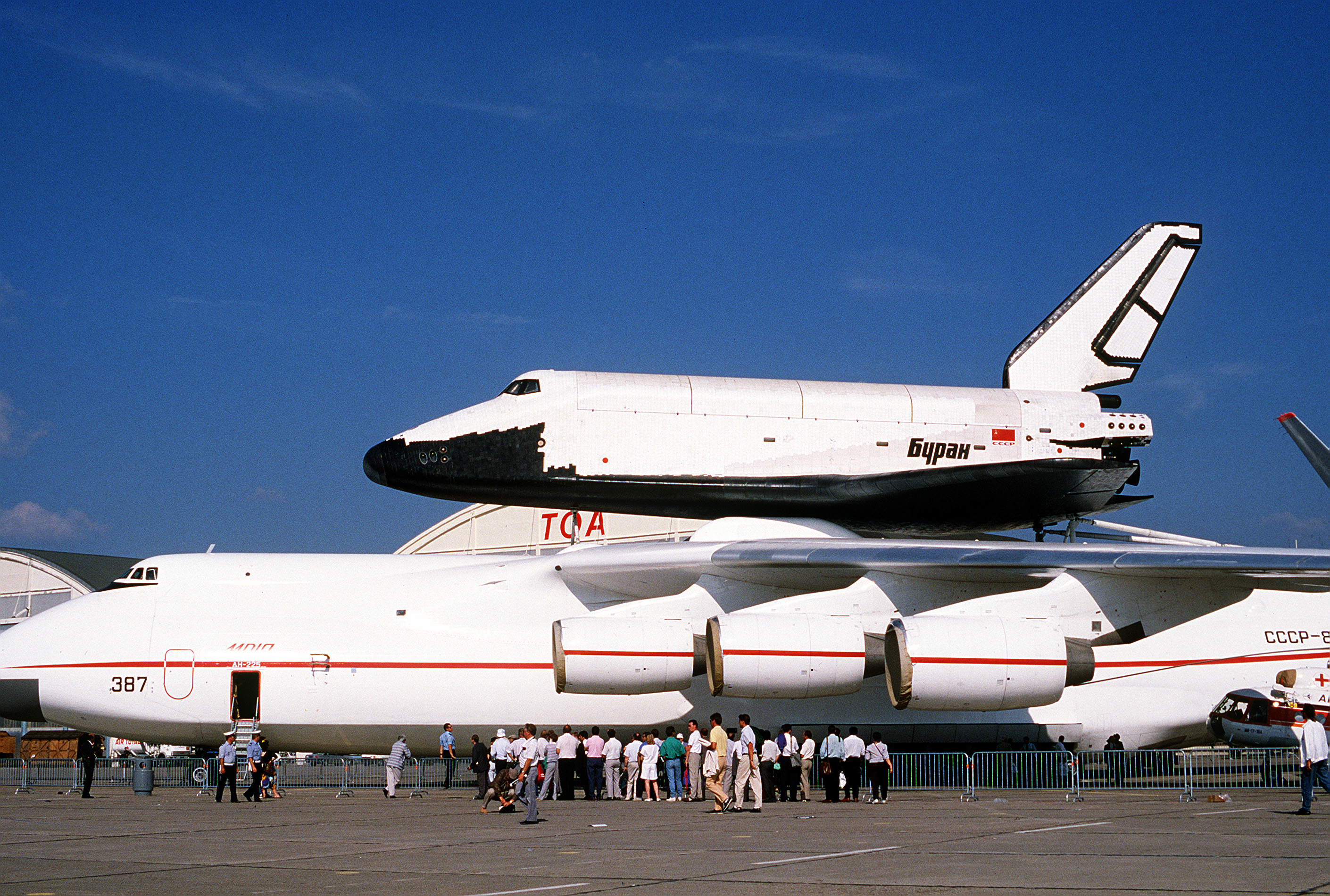
De Boeran, een experimenteel ruimteveer van de Sovjet-Unie

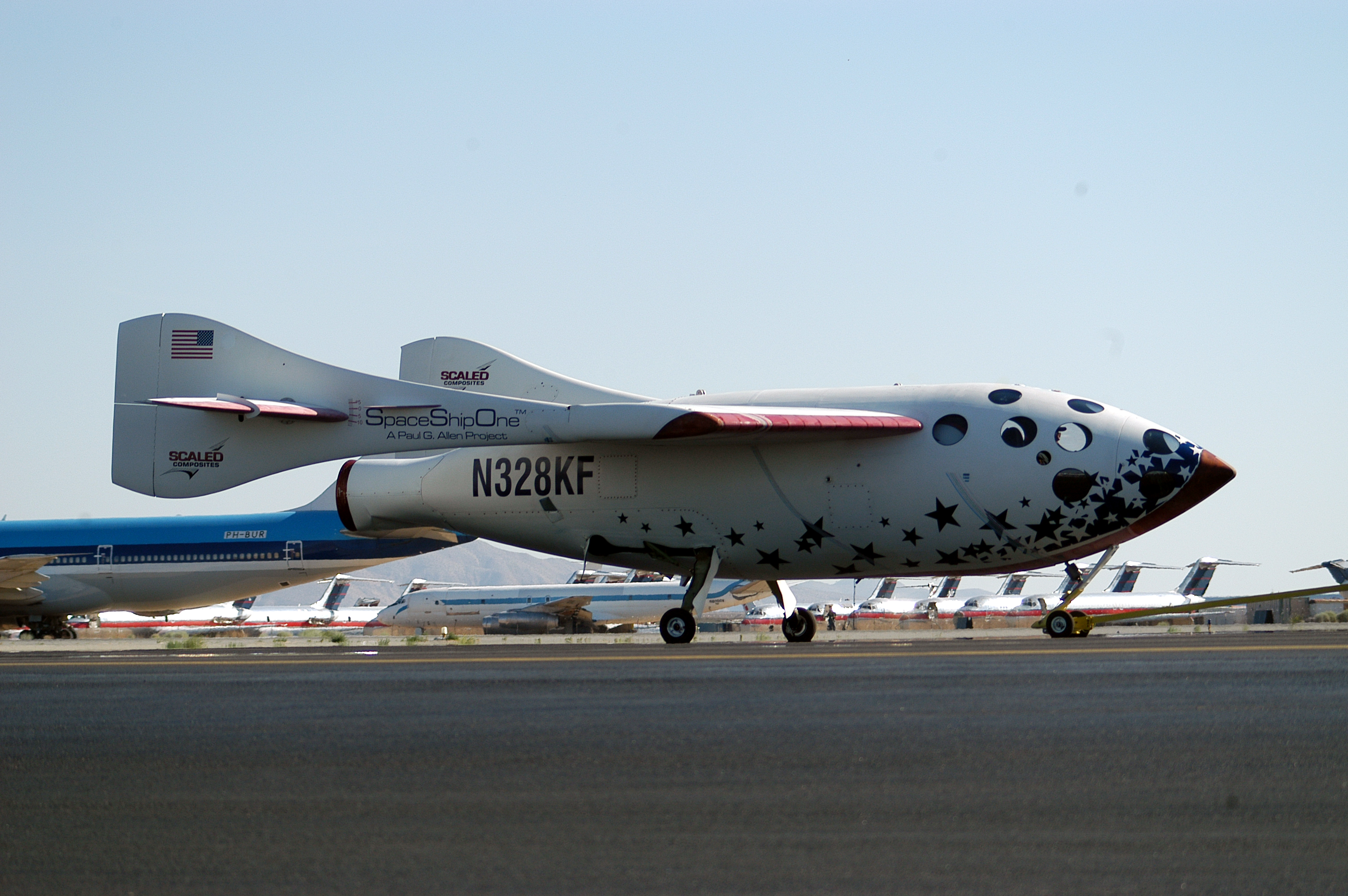
SpaceShipOne

Een ruimteveer of ruimtevliegtuig, ook wel spaceshuttle genoemd, is een herbruikbaar ruimtevaartuig dat landt als een vliegtuig. Sommige ruimteveren maken gebruik van een draagraket of een draagvliegtuig om op te stijgen; andere kunnen horizontaal op eigen kracht opstijgen.
De termen ruimteveer en spaceshuttle leggen het accent op het vervoer van de Aarde naar de ruimte en terug. Bij een langer verblijf in de ruimte is de term ruimtevliegtuig meer op zijn plaats.
De Amerikaanse ruimtevaartorganisatie NASA heeft in het kader van haar spaceshuttleprogramma acht ruimteveren gebouwd. De Sovjet-Unie heeft ook een ruimteveer gebouwd, de Boeran. Dit heeft echter maar één onbemande testvlucht gemaakt, waarna het programma werd afgelast. Een tweede ruimteveer, Ptitsjka, is nooit afgebouwd.
In de eerste helft van de jaren 2000 kwam de commerciële ruimtevaart met plannen voor ruimtevliegtuigen voor orbitale en suborbitale vluchten, waarvan de SpaceShipOne van Scaled Composites op 21 juni 2004 de eerste succesvolle (suborbitale) vlucht maakte. Van de concepten voor commerciële ruimtevliegtuigen zijn anno 2017 alleen Virgin Galactics suborbitale SpaceShipTwo en de orbitale Dream Chaser van Sierra Nevada Corporation overgebleven.

## Orbitaal

### NASA
- Spaceshuttleprogramma

Individuele ruimteveren (bleven nooit langer dan een paar weken in de ruimte):
- Columbia (verongelukt op 1 februari 2003)
- Challenger (verongelukt op 28 januari 1986)
- Discovery (uit dienst genomen op 9 maart 2011)
- Atlantis (uit dienst genomen op 21 juli 2011)
- Endeavour (uit dienst genomen op 1 juni 2011)

Testspaceshuttles (nooit in de ruimte geweest):
- Pathfinder (buiten gebruik)
- Enterprise (buiten gebruik)

Tentoonstellingsreplica
- Independence (voorheen Explorer)

Voortijdig geannuleerd
- X-33 (in de jaren 1990 door NASA en Lockheed Martin ontwikkeld experimenteel Single Stage To Orbit-ruimtevliegtuig met lineaire aerospike-raketmotor dat in een vergrootte variant de Space Shuttle had moeten vervangen.
- X-38 (in de jaren 90 ontworpen als reddingssloep voor de bemanningen van ruimtestations)

### US Space Force
- Boeing X-37B (twee stuks, onbemand, blijft vaak lange tijd in de ruimte)

### Sovjet-Unie
- Boeranprogramma

Individuele ruimteveren:
- Boeran (buiten gebruik; in 2002 vernietigd door ingestorte hangar)
- Ptitsjka (nooit afgebouwd)

### Europa
- Hermes (nooit gebouwd)
- Intermediate eXperimental Vehicle (IXV) suborbitaal onbemand testvoertuig van ESA voor re-entry-en-landings-technieken. De IXV vloog eenmalig op 11 februari 2015. Eerste liftingbody-ontwerp dat een ruimtevlucht maakte.
- Space Rider onbemande, missionaire opvolger van IXV. Eerste vlucht verwacht in 2025.

### China
- Shenlong klein orbitaal ruimtevliegtuig vergelijkbaar met de X-37B

### India
- RLV-TD (Reusable Launch Vehicle Technologie Demonstrator) klein ruimtevliegtuig vergelijkbaar met de X-37B

### Commercieel
- Radian One (in ontwikkeling)
- SNC Dream Chaser (in ontwikkeling)
- SNC Dream Chaser cargo (in ontwikkeling, onbemand)

## Suborbitaal

### Commercieel
- Scaled Composites
  - SpaceShipOne
- Virgin Galactic
  - SpaceShipTwo
    - VSS Enterprise (verongelukt in 2014)
    - VSS Unity

  - SpaceShip III
    - VSS Imagine
    - VSS Inspire
- XCOR Aerospace
  - Lynx (gedurende de ontwikkeling geannuleerd)